# Xiqiuwan (sockenhuvudort i Kina, Hubei Sheng, lat 31,14, long 110,44)
Xiqiuwan (kinesiska: 溪丘湾, 溪丘湾乡) är en sockenhuvudort i Kina. Den ligger i provinsen Hubei, i den centrala delen av landet, omkring 370 kilometer väster om provinshuvudstaden Wuhan. Antalet invånare är 36 477. Befolkningen består av 17 425 kvinnor och 19 052 män. Barn under 15 år utgör 15,0 %, vuxna 15-64 år 72 %, och äldre över 65 år 11,0 %.
Runt Xiqiuwan är det ganska tätbefolkat, med 160 invånare per kvadratkilometer. Närmaste större samhälle är Guandukou, 17,2 km sydväst om Xiqiuwan. I omgivningarna runt Xiqiuwan växer i huvudsak blandskog.
Genomsnittlig årsnederbörd är 1 320 millimeter. Den regnigaste månaden är augusti, med i genomsnitt 210 mm nederbörd, och den torraste är december, med 16 mm nederbörd.